# Slag bij A Coruña
De Slag bij A Coruña was een veldslag die op 16 januari 1809 werd uitgevochten tijdens de Spaanse Onafhankelijkheidsoorlog tussen het Franse en het Britse leger nabij de plaats A Coruña. De slag resulteerde in een tijdelijke terugtrekking van het Britse leger uit Spanje. Tijdens de slag overleed de Britse legeraanvoerder John Moore.

## Aanloop
Generaal John Moore kreeg het commando over het Britse leger op het Iberisch Schiereiland nadat de oorspronkelijke generaals vanwege de Conventie van Sintra werden teruggeroepen naar Engeland. In november van het jaar 1808 leidde Moore zijn leger Spanje binnen. Ondertussen was keizer Napoleon Bonaparte in de tegenaanval gegaan en leidde hij een groot Franse leger Spanje binnen om de verloren gegane gebieden te heroveren. Nadat Madrid door de Fransen was veroverd zag John Moore, die zich ingekwartierd had in Mayorga, zich genoodzaakt om terug te trekken richting de kust.

### Tocht naar A Coruña
Zijn ondercommandant wist bij Sahagún een kleine overwinning op de Fransen te behalen, hierdoor bleek de vijand dichter nabij dan werd aangenomen. De Britten trokken zich verder terug. Hun terugtocht ging grotendeels door een bergachtig terrein. Onderweg verloor het leger enkele duizenden mannen die werden achter gelaten in de ziekenhuizen van Astorga en Villafranca. Napoleon wist er voor te zorgen dat Moore werd afgesneden om richting Portugal te kunnen vluchten. Napoleon liet zijn maarschalken Michel Ney en Nicolas Jean-de-Dieu Soult achter om Moore te achterhalen terwijl hij met 45.000 man Spanje verliet om tegen de Oostenrijkers te vechten.
Op 6 januari 1809 bereikte het leger van Moore de plaats Lugo en daar wilde hij slag tegen de Fransen leveren, maar hun troepen waren te wijd verspreid om slag te kunnen leveren. Twee dagen later waren de Fransen wel klaar om slag te leveren, maar de in het nauw gebrachte Moore besloot er tussen uit te glippen.

### Aankomst in A Coruña
Op 12 januari wisten de Britse troepen eindelijk de havenplaats A Coruña te bereiken waar een kleine vloot op hen lag te wachten. Drie dagen later arriveerde het Franse leger, maar ook de transportschepen. Hierop werden de zieke troepen van het leger naar de schepen gebracht. Ondertussen werden de militaire opslagpunten in de stad door het leger vernietigd zodat ze niet ten prooi konden vallen aan het Franse leger. Het resterende Britse leger werd door hun generaal opgesteld om de evacuatie te dekken.

## Slag
Toen de dag van 16 januari aanbrak hadden de Fransen zich gepositioneerd op de hoogtes rondom de Britten. Een Franse infanteriedivisie onder leiding van Mermet zette als eerste de aanval in op de Franse linies. Rondom het dorp Elvina werd er hard gevochten. Moore stuurde meer troepen die kant op om de Franse opmars te stuiten. Hij stuurde zelfs zijn reserves onder leiding Henry Paget. Terwijl Moore zijn orders stond te geven werd hij geraakt door een kanonschot. Toch wisten de Britten de Fransen terug te dwingen.
Voor enige tijd zaten de Britten zonder aanvoerder, omdat ook generaal David Baird gewond was geraakt. Desondanks zette de Britten hun gevechten door totdat generaal John Hope het commando op zich nam. De Franse cavalerie probeerde het Britse leger nog af te snijden van de poorten van A Coruña. Deze poging werd door de Britten tegengehouden. Toen de avond eenmaal viel keerden de Fransen terug naar hun oorspronkelijke posities, waarbij de kampen dezelfde terrein behielden als voorafgaand aan de slag.

## Nasleep
Het commando over het Britse leger was inmiddels overgegaan naar John Hope die besloot om de evacuatie verder door te zetten, dan om verder slag te leveren met de Fransen. Toen maarschalk Soult de volgende dag in de gaten kreeg wat er aan de hand besloot hij zijn batterijen van kanonnen op de terugtrekkende soldaten te vuren, maar de kanonnen werden het zwijgen opgebracht door het kanonnenvuur vanaf de Britse linieschepen. Op 18 januari waren alle Britten aan boord gegaan en het Spaanse garnizoen bleef de schepen de terugtocht dekken totdat de vloot op open zee was. Kort daarop namen de Fransen de stad in en maakten veel munitie buit uit de wapenarsenalen van de stad.
Aan de zijde van de Britten waren 900 soldaten gesneuveld en daarnaast hadden ze hun tweeduizend cavaleriepaarden gedood. De Fransen daarentegen hadden zo'n duizend man verloren. Toen het Britse leger terugkeerde in Engeland was er sprake van zo'n 6.000 zieken. Door de veroveringen uit de Spaanse wapenarsenalen kon maarschalk Soult zijn troepen opnieuw uitrusten zodat hij in februari 1809 Portugal kon binnenvallen.